# Kansas City Chiefs 2004
La stagione 2004 dei Kansas City Chiefs è stata la 35ª nella National Football League e la 45ª complessiva.
La stagione 2004 non si rivelò di successo come la precedente. Anche se i Chiefs terminarono con il maggior numero di yard guadagnate della lega e il secondo maggior numero di punti, chiusero con un record di 7-9 fuori dai playoff. I 483 punti segnati dalla squadra furono un record NFL per una formazione che terminò con un record negativo.

## Roster
| Roster dei Kansas City Chiefs nel 2004 |
| --- |
| Quarterback - 15 Todd Collins - 10 Trent Green - 19 Damon Huard Running Back - 31 Priest Holmes - 27 Larry Johnson - 24 Derrick Blaylock - 49 Tony Richardson FB - 42 Ronnie Cruz FB Wide Receiver - 85 Marc Boerigter - 82 Dante Hall - 81 Chris Horn - 87 Eddie Kennison - 80 Johnnie Morton - 18 Samie Parker - 17 Richard Smith Tight End - 89 Jason Dunn - 88 Tony Gonzalez - 84 Kris Wilson Offensive Linemen - 65 Jordan Black T - 67 Chris Bober C - 77 Willie Roaf T - 68 Will Shields G - 54 Brian Waters G - 76 John Welbourn T - 62 Casey Wiegmann C Defensive Linemen - 69 Jared Allen DE - 75 Lional Dalton DT - 94 Junior Siavii DT - 90 Ryan Sims DT - 96 Jimmy Wilkerson DE Linebacker - 56 Monty Beisel - 51 Scott Fujita - 50 Kawika Mitchell ILB - 91 Rich Scanlon ILB - 55 Gary Stills OLB Defensive Back - 35 Willie Pile - 20 Benny Sapp CB - 44 Eric Warfield CB - 25 Greg Wesley S - 21 Jerome Woods FS Special Team - 5 Stephen Cheek P - 1 Lawrence Tynes K - 83 Kendall Gammon LS/TE Lista delle riserve - 99 Vonnie Holliday DE (IR) |
| Legenda - I rookie sono in corsivo. - Il primo ruolo è il principale mentre gli eventuali successivi indicano i ruoli secondari. - (IR) sta per Injured Reserve ed indica la lista ristretta per un solo giocatore infortunato che può tornare ad allenarsi dopo la settimana 6 e a rientrare in prima squadra dopo che questa ha giocato 8 partite. - (NF-Inj.) / (NF-Ill.) stanno rispettivamente per Non-Football Injured e Non-Football Illness ed indicano le liste dove viene inserito un giocatore che ha un infortunio o una malattia non dipendente dal football americano. - (PUP) sta per Physically Unable to Perform ed indica la lista dove viene inserito un giocatore mentre è in attesa di recuperare la condizione fisica. Nella stagione regolare dopo la sesta partita giocata dalla propria squadra, il giocatore ha tempo tre settimane per riprendere ad allenarsi, più tre settimane aggiuntive dal suo rientro agli allenamenti per rientrare in prima squadra.                                                                          |

## Calendario
| Stagione regolare |                    |                         |                    |                    |          |
| Turno             | Data               | Avversario              | Risultato          | TV                 | Pubblico |
| 1                 | 12 settembre 2004  | at Denver Broncos       | S 34–24            | ESPN               | 75,939   |
| 2                 | 19 settembre 2004  | Carolina Panthers       | S 28–17            | FOX                | 78,136   |
| 3                 | 26 settembre 2004  | Houston Texans          | S 24–21            | CBS                | 77,433   |
| 4                 | 4 ottobre 2004     | at Baltimore Ravens     | V 27–24            | ABC                | 69,827   |
| 5                 | Settimana di pausa | Settimana di pausa      | Settimana di pausa | Settimana di pausa |          |
| 6                 | 17 ottobre 2004    | at Jacksonville Jaguars | S 22–16            | CBS                | 66,413   |
| 7                 | 24 ottobre 2004    | Atlanta Falcons         | V 56–10            | FOX                | 78,260   |
| 8                 | 31 ottobre 2004    | Indianapolis Colts      | V 45–35            | CBS                | 78,312   |
| 9                 | 7 novembre 2004    | at Tampa Bay Buccaneers | S 34–31            | CBS                | 65,495   |
| 10                | 14 novembre 2004   | at New Orleans Saints   | S 27–20            | CBS                | 64,900   |
| 11                | 22 novembre 2004   | New England Patriots    | S 27–19            | ABC                | 78,431   |
| 12                | 28 novembre 2004   | San Diego Chargers      | S 34–31            | CBS                | 77,447   |
| 13                | 5 dicembre 2004    | at Oakland Raiders      | V 34–27            | CBS                | 51,292   |
| 14                | 13 dicembre 2004   | at Tennessee Titans     | V 49–38            | ABC                | 68,932   |
| 15                | 19 dicembre 2004   | Denver Broncos          | V 45–17            | CBS                | 77,702   |
| 16                | 25 dicembre 2004   | Oakland Raiders         | V 31–30            | CBS                | 77,289   |
| 17                | 2 gennaio 2005     | at San Diego Chargers   | S 24–17            | CBS                | 64,920   |

## Classifiche
| AFC West               |    |    |   |      |     |      |     |     |     |
|                        | V  | S  | P | %    | DIV | CONF | PF  | PS  | STR |
| (4) San Diego Chargers | 12 | 4  | 0 | .750 | 5–1 | 9–3  | 446 | 313 | V1  |
| (6) Denver Broncos     | 10 | 6  | 0 | .625 | 3–3 | 7–5  | 381 | 304 | V2  |
| Kansas City Chiefs     | 7  | 9  | 0 | .438 | 3–3 | 6–6  | 483 | 435 | S1  |
| Oakland Raiders        | 5  | 11 | 0 | .313 | 1–5 | 3–9  | 320 | 422 | S2  |